# Stronghold Kingdoms
Stronghold Kingdoms ist ein MMO-Browserspiel innerhalb der Stronghold-Computerspielreihe. Es wurde von Firefly Studios entwickelt und erschien als Alpha-Version erstmals 2009. Am 9. November 2012 erschien es in Form einer Ultimate-Version im Einzelhandel.

## Spielprinzip
Die Spieler kann als Burgherr Technologien erforschen und im Rang aufzusteigen. Wesentlicher Faktor ist dabei auch die Zufriedenheit seiner Gefolgschaft. Ziel ist es, Baron oder König zu werden. Dabei ist man in persistenten mittelalterlichen Welten mit zahlreichen anderen Mitspielern und Baugebieten verbunden. Anders als bei vorherigen Hauptteilen der Serie sind Bauzeiten deutlich verlängert. Statt Sekunden dauert es Stunden bis Gebäude fertig gestellt sind. Jedoch wird vom Spieler auch nicht mehr als 15 Minuten Interaktion pro Tag erwartet. Untereinander können sich die Spieler gegenseitig angreifen, gerade, wenn Fraktionen oder Häuser um die Vorherrschaft in Gebieten kämpfen. Zusätzlich gibt es regelmäßig Angriffe von computergesteuerten Belagerungscamps und Burgen.

## Rezeption
Zusätzliche Gebäude- und Forschungswarteschlangen sowie weitere Vorteile können durch Mikrotransaktionen erworben werden, was dem Spiel den Vorwurf von Pay to win aussetzt. Die Spielerzahlen erreichten 2017 über 5 Millionen.